# Friedhofskapelle Neustadt (Magdeburg)

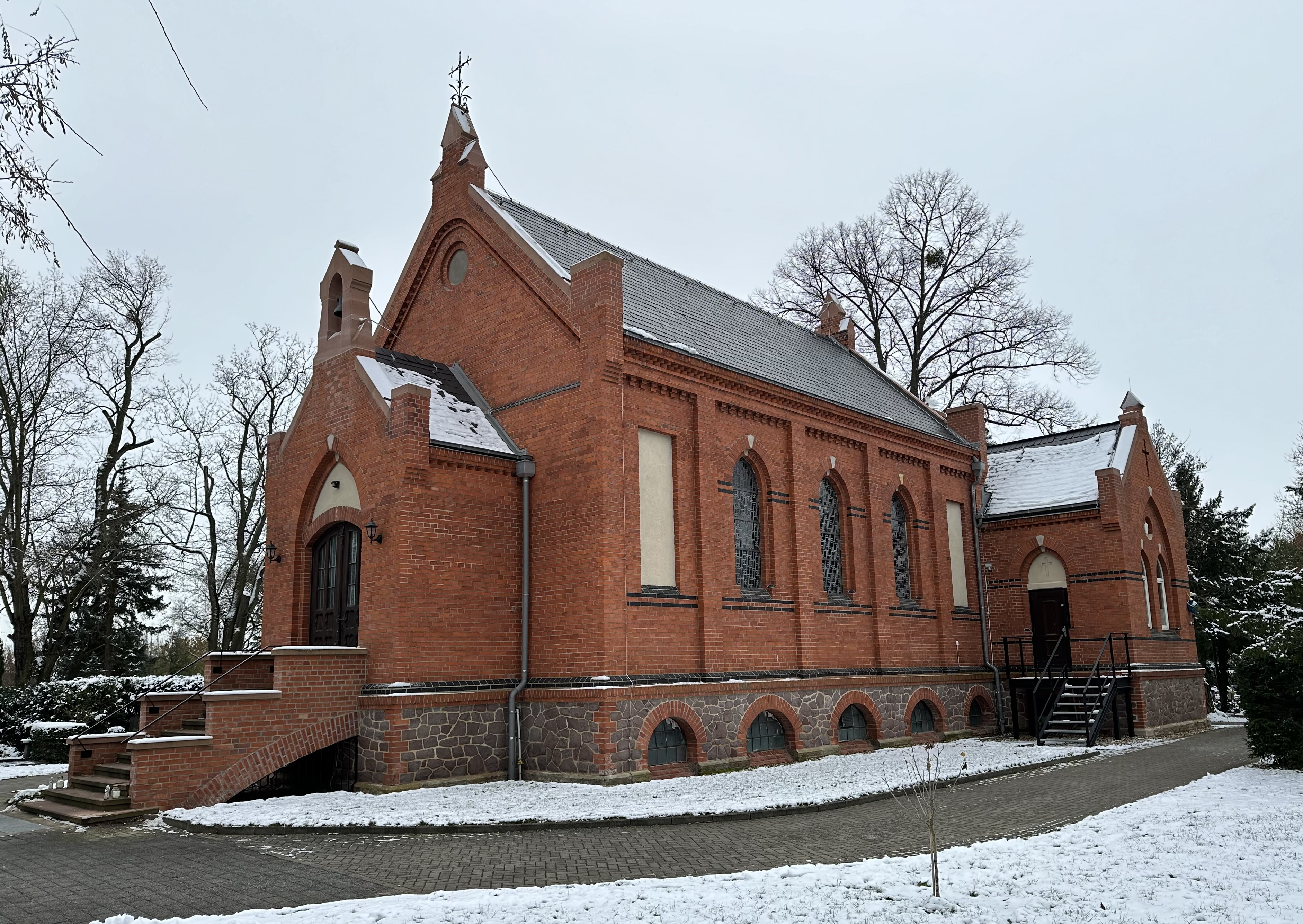
Friedhofskapelle Neustadt, 2023

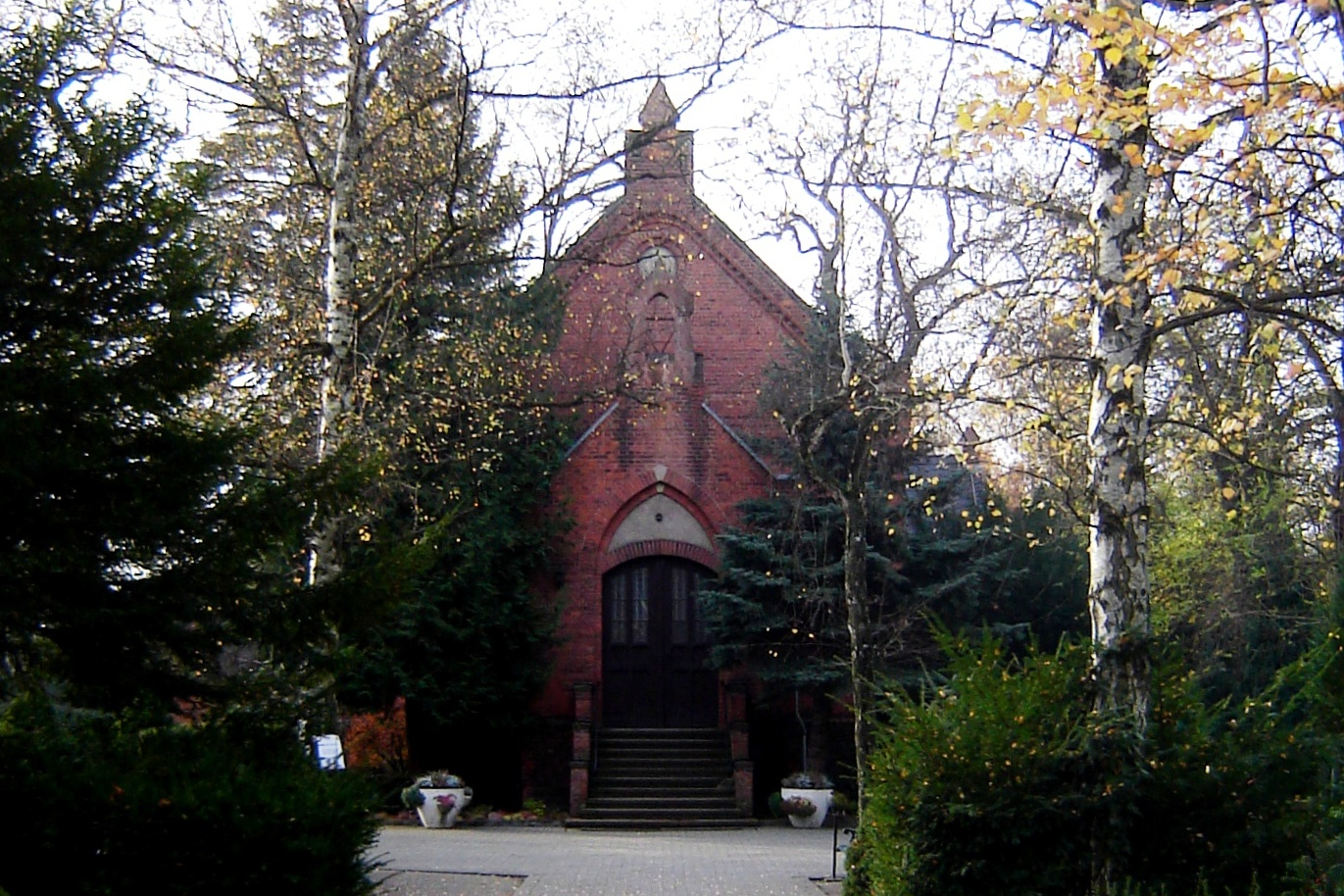
2013

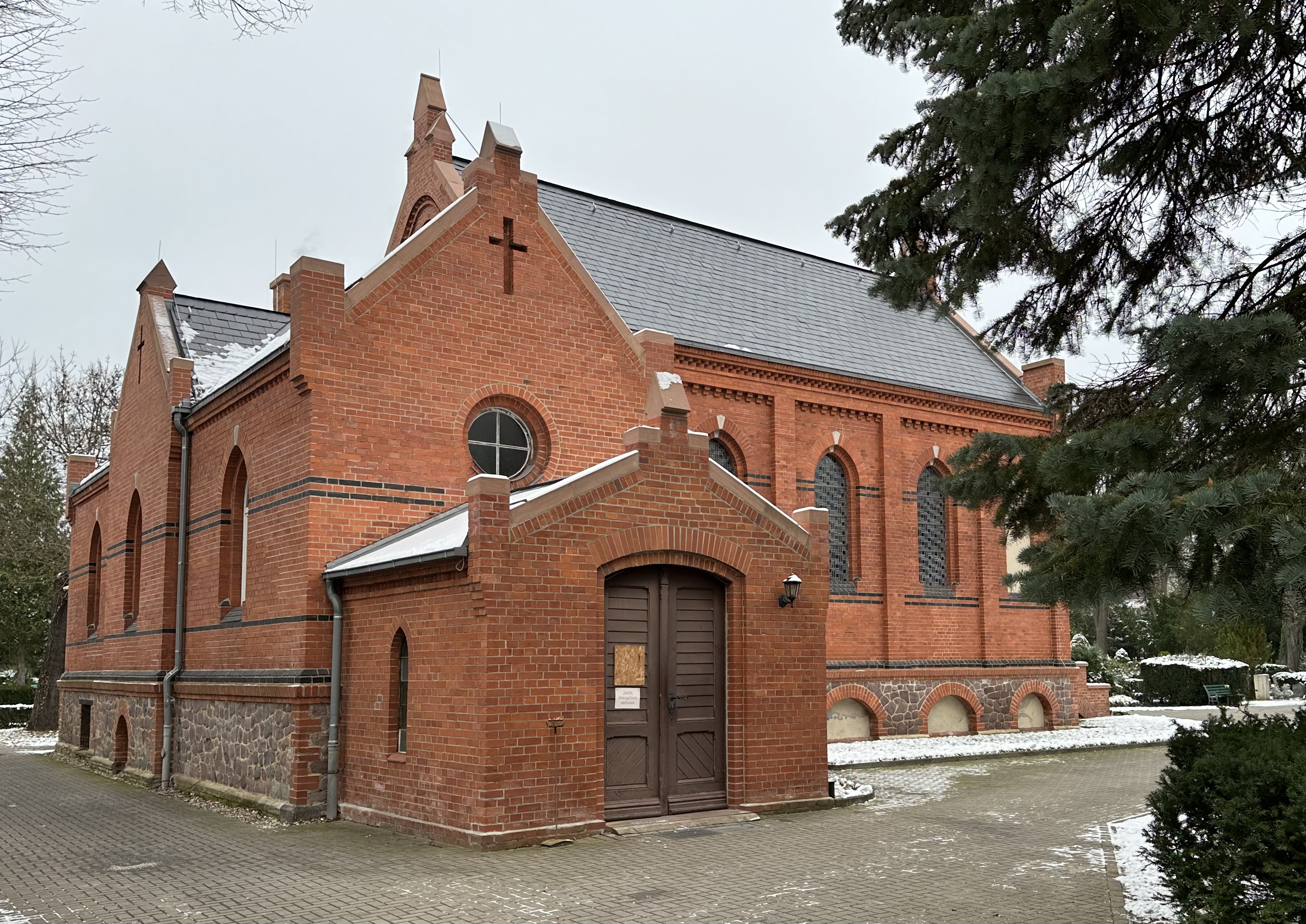
Rückseite, Blick von Südwesten

Die Friedhofskapelle Neustadt ist eine denkmalgeschützte Friedhofskapelle in Magdeburg in Sachsen-Anhalt.

## Lage
Die Friedhofskapelle befindet sich zentral auf dem Neustädter Friedhof im Magdeburger Stadtteil Neue Neustadt an der Adresse Lübecker Straße 9.

## Architektur und Geschichte
Die Kapelle wurde im Jahr 1892 von Stadtbaurat Otto Peters entworfen und 1893 vom Maurer- und Zimmermeister G. Griesemann errichtet. Andere Angaben nennen das Jahr 1896 als Baujahr.
Es entstand auf einem T-förmigen Grundriss eine kleine Aussegnungskapelle mit Leichenhalle im Stil der Neogotik. Die Kapelle ist als einschiffiger Saalbau ausgeführt und ruht auf einem hohen Sockel aus Bruchsteinen. Die Fassaden sind aus roten Ziegeln erstellt. Die zehnstufige Treppe am Haupteingang auf der Ostseite und zierende Elemente sind aus Sandstein gefertigt. Die Leichenhalle ist im Keller untergebracht.
Im Zweiten Weltkrieg wurde die Kapelle durch Bombentreffer beschädigt, jedoch bereits kurz nach Kriegsende wieder instand gesetzt.
Im Denkmalverzeichnis des Landes Sachsen-Anhalt ist die Kapelle als Baudenkmal unter der Erfassungsnummer 094 82220 001 als Teilobjekt des Denkmalbereichs Friedhof Neustadt verzeichnet.